# Valady
Valady (Valadin en occitan) est une commune française située dans le département de l'Aveyron, en région Occitanie.

## Géographie

### Communes limitrophes
Les communes limitrophes sont  Clairvaux-d'Aveyron, Druelle Balsac, Goutrens, Marcillac-Vallon, Saint-Christophe-Vallon et Salles-la-Source.

### Site
La commune inclut les hameaux et villages de Serres, Gradels, Roques, La Massebeuve, Clausevignes, Valady bourg, Fijaguet et Nuces.

### Hydrographie

#### Réseau hydrographique

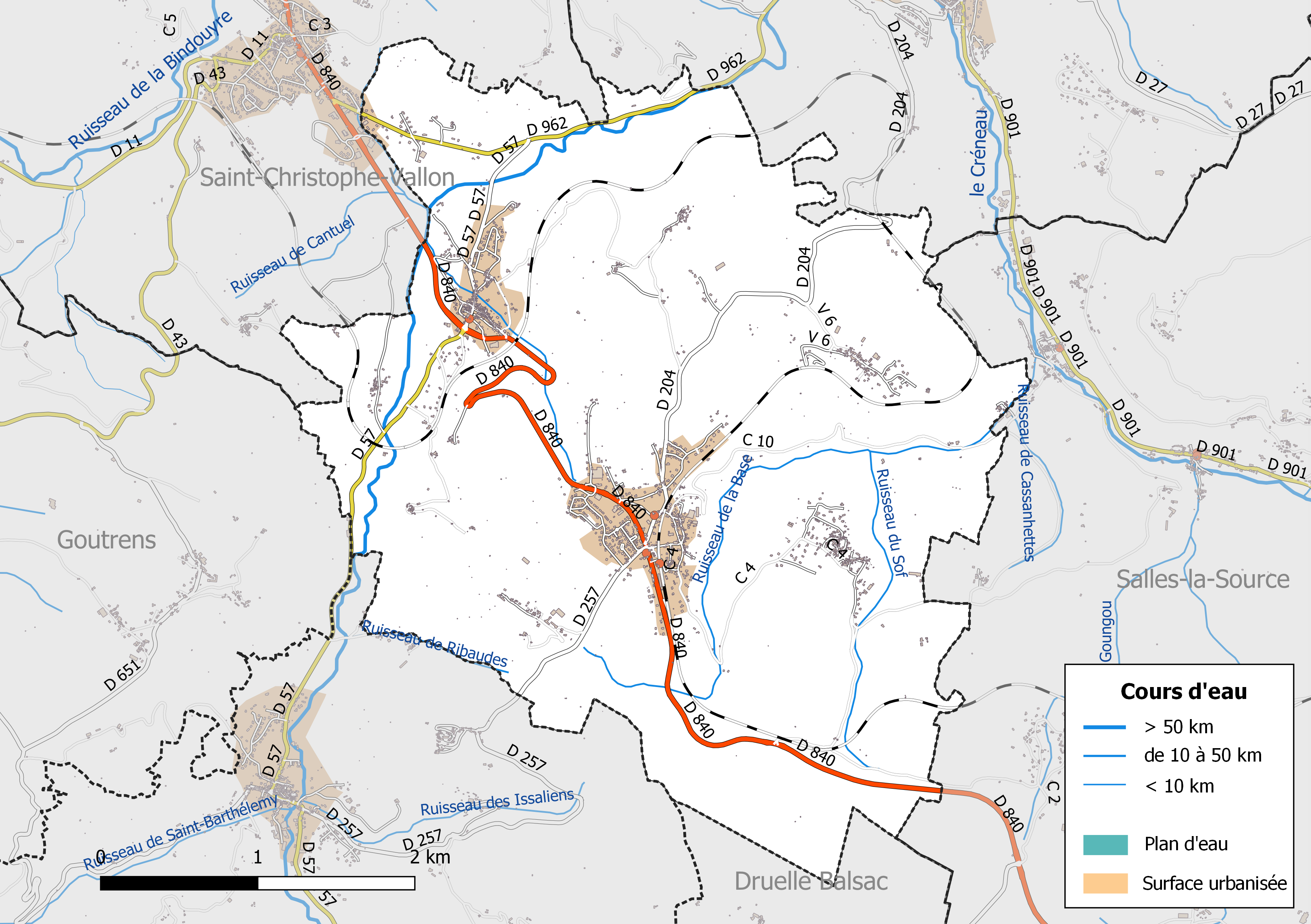
Réseaux hydrographique et routier de Valady.

La commune est drainée par le ruisseau de l'Ady, le ruisseau de la Base, le ruisseau de Ribaudes, le ruisseau du Sof et par divers petits cours d'eau.
Le ruisseau de l'Ady, d'une longueur totale de 14,2 km, prend sa source dans la commune de Clairvaux-d'Aveyron et se jette  dans le Créneau à Marcillac-Vallon, après avoir arrosé 4 communes.

#### Gestion des cours d'eau
La gestion des cours d’eau situés dans le bassin de l’Aveyron est assurée par l’établissement public d'aménagement et de gestion des eaux (EPAGE) Aveyron amont, créé le 1er janvier 2017, en remplacement du syndicat mixte du bassin versant Aveyron amont,,.

### Climat
Pour des articles plus généraux, voir Climat de l'Occitanie et Climat de l'Aveyron.
En 2010, le climat de la commune est de type climat océanique altéré, selon une étude s'appuyant sur une série de données couvrant la période 1971-2000. En 2020, Météo-France publie une typologie des climats de la France métropolitaine dans laquelle la commune est exposée à un climat de montagne et est dans la région climatique Sud-est du Massif Central, caractérisée par une pluviométrie annuelle de 1 000 à 1 500 mm, minimale en été, maximale en automne.
Pour la période 1971-2000, la température annuelle moyenne est de 12,1 °C, avec une amplitude thermique annuelle de 16,1 °C. Le cumul annuel moyen de précipitations est de 1 028 mm, avec 11,2 jours de précipitations en janvier et 6,6 jours en juillet. Pour la période 1991-2020, la température moyenne annuelle observée sur la station météorologique la plus proche, située sur la commune de Salles-la-Source à 7 km à vol d'oiseau, est de 11,1 °C et le cumul annuel moyen de précipitations est de 869,1 mm,. Pour l'avenir, les paramètres climatiques de la commune estimés pour 2050 selon différents scénarios d'émission de gaz à effet de serre sont consultables sur un site dédié publié par Météo-France en novembre 2022.

### Milieux naturels et biodiversité
L’inventaire des zones naturelles d'intérêt écologique, faunistique et floristique (ZNIEFF) a pour objectif de réaliser une couverture des zones les plus intéressantes sur le plan écologique, essentiellement dans la perspective d’améliorer la connaissance du patrimoine naturel national et de fournir aux différents décideurs un outil d’aide à la prise en compte de l’environnement dans l’aménagement du territoire.
Le territoire communal de Valady comprend deux ZNIEFF de type 1,, 
les « Boisements de Clairvaux » (91 ha), couvrant 2 communes du département ;
et le « Vallon de l'Ady à Marcillac » (315,2 ha), couvrant 3 communes du département
et une ZNIEFF de type 2,, 
la « Vallée du Dourdou » (5 964 ha), qui s'étend sur 16 communes de l'Aveyron.

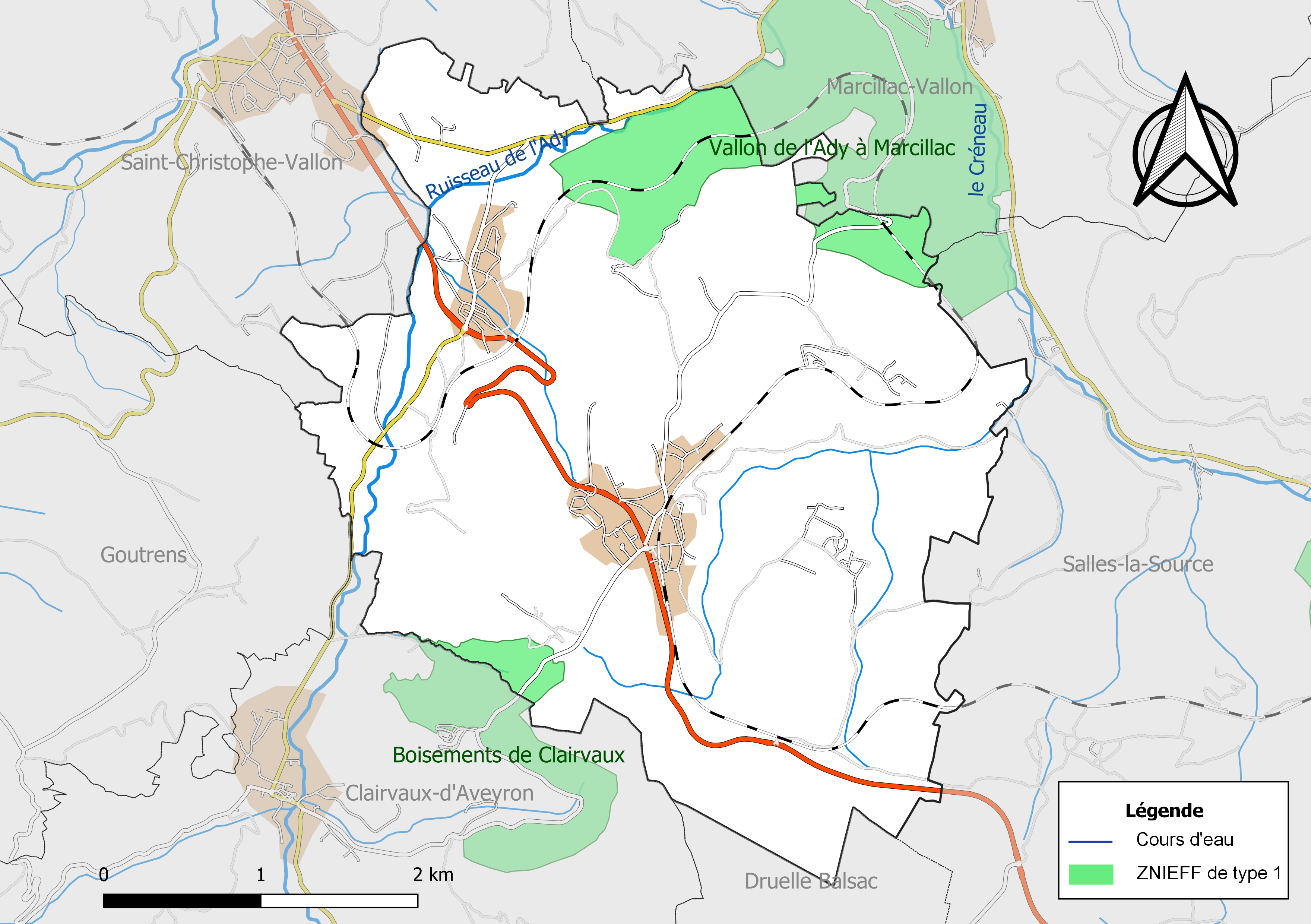
Carte des ZNIEFF de type 1 de la commune.
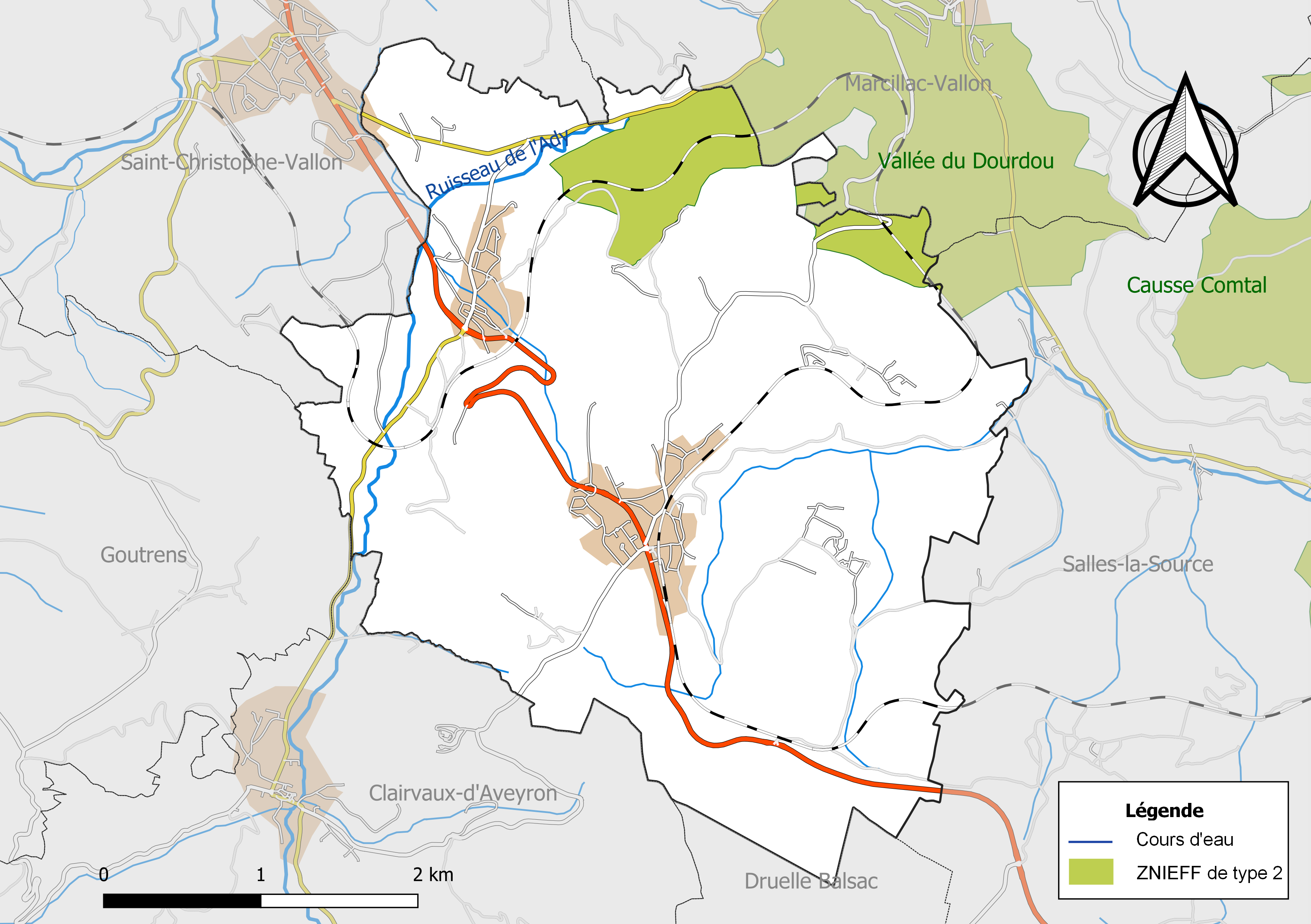
Carte de la ZNIEFF de type 2 de la commune.

## Urbanisme

### Typologie
Au 1er janvier 2024, Valady est catégorisée commune rurale à habitat dispersé, selon la nouvelle grille communale de densité à 7 niveaux définie par l'Insee en 2022.
Elle appartient à l'unité urbaine de Valady, une agglomération intra-départementale dont elle est ville-centre,. Par ailleurs la commune fait partie de l'aire d'attraction de Rodez, dont elle est une commune de la couronne,. Cette aire, qui regroupe 68 communes, est catégorisée dans les aires de 50 000 à moins de 200 000 habitants,.

### Occupation des sols

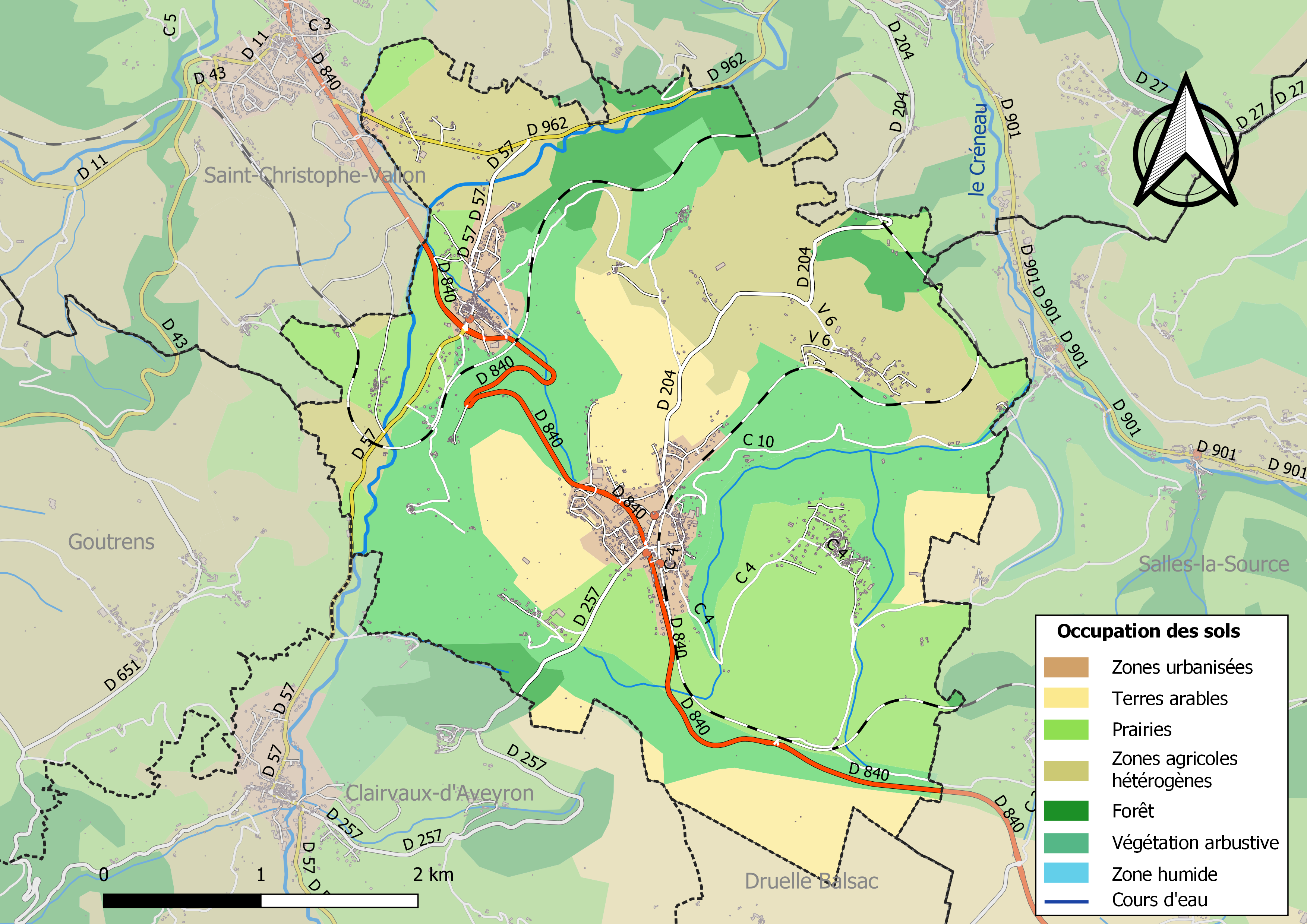
Infrastructures et occupation des sols de la commune de Valady.

L'occupation des sols de la commune, telle qu'elle ressort de la base de données européenne d’occupation biophysique des sols Corine Land Cover (CLC), est marquée par l'importance des territoires agricoles (59,6 % en 2018), en augmentation par rapport à 1990 (57,6 %). La répartition détaillée en 2018 est la suivante : 
milieux à végétation arbustive et/ou herbacée (28,4 %), prairies (24,5 %), zones agricoles hétérogènes (18,5 %), terres arables (14,6 %), forêts (6,1 %), zones urbanisées (5,9 %), cultures permanentes (2 %).

### Planification
La loi SRU du 13 décembre 2000 a incité fortement les communes à se regrouper au sein d’un établissement public, pour déterminer les partis d’aménagement de l’espace au sein d’un SCoT, un document essentiel d’orientation stratégique des politiques publiques à une grande échelle. La commune est dans le territoire du SCoT du Centre Ouest Aveyron  approuvé en février 2020. La structure porteuse est le Pôle d'équilibre territorial et rural Centre Ouest Aveyron, qui associe neuf EPCI, notamment la communauté de communes Conques-Marcillac, dont la commune est membre.
La commune disposait en 2017 d'un plan local d'urbanisme approuvé. Le zonage réglementaire et le règlement associé peuvent être consultés sur le Géoportail de l'urbanisme.

### Risques majeurs
Le territoire de la commune de Valady est vulnérable à différents aléas naturels : inondations, climatiques (hiver exceptionnel ou canicule), feux de forêts et séisme (sismicité faible).
Il est également exposé à un risque technologique, le transport de matières dangereuses, et à un risque particulier, le risque radon,.

#### Risques naturels

Zones inondables de la commune de Valady.

Certaines parties du territoire communal sont susceptibles d’être affectées par le risque d’inondation par débordement du ruisseau de l'Ady. Les dernières grandes crues historiques, ayant touché plusieurs parties du département, remontent aux 3 et 4 décembre 2003 (dans les bassins du Lot, de l'Aveyron, du Viaur et du Tarn) et au 28 novembre 2014 (bassins de la Sorgues et du Dourdou). Ce risque est pris en compte dans l'aménagement du territoire de la commune par le biais du Plan de prévention du risque inondation (PPRI) du bassin du Dourdou de Conques, approuvé le 3 décembre 2015.
Le Plan départemental de protection des forêts contre les incendies découpe le département de l’Aveyron en sept « bassins de risque » et définit une sensibilité des communes à l’aléa feux de forêt (de faible à très forte). La commune est classée en sensibilité moyenne.
Les mouvements de terrains susceptibles de se produire sur la commune sont soit des mouvements liés au retrait-gonflement des argiles, soit des effondrements liés à des cavités souterraines. Le phénomène de retrait-gonflement des argiles est la conséquence d'un changement d'humidité des sols argileux. Les argiles sont capables de fixer l'eau disponible mais aussi de la perdre en se rétractant en cas de sécheresse. Ce phénomène peut provoquer des dégâts très importants sur les constructions (fissures, déformations des ouvertures) pouvant rendre inhabitables certains locaux. La carte de zonage de cet aléa peut être consultée sur le site de l'observatoire national des risques naturels Géorisques. Une autre carte permet de prendre connaissance des cavités souterraines localisées sur la commune,.

#### Risques technologiques
Le risque de transport de matières dangereuses sur la commune est lié à sa traversée par des infrastructures routières et ferroviaires importantes et la présence d'une canalisation de transport de gaz. Un accident se produisant sur de telles infrastructures est en effet susceptible d’avoir des effets graves au bâti ou aux personnes jusqu’à 350 m, selon la nature du matériau transporté. Des dispositions d’urbanisme peuvent être préconisées en conséquence.

#### Risque particulier
Dans plusieurs parties du territoire national, le radon, accumulé dans certains logements ou autres locaux, peut constituer une source significative d’exposition de la population aux rayonnements ionisants. Toutes les communes du département sont concernées par le risque radon à un niveau plus ou moins élevé. Selon le dossier départemental des risques majeurs du département établi en 2013, la commune de Valady est classée à risque moyen à élevé. Un décret du 4 juin 2018 a modifié la terminologie du zonage définie dans le code de la santé publique et a été complété par un arrêté du 27 juin 2018 portant délimitation des zones à potentiel radon du territoire français. La commune est désormais en zone 3, à savoir zone à potentiel radon significatif.

## Toponymie
Son nom désigne la vallée de la rivière Ady d'où Val-Ady.

## Histoire

### Moyen Âge
Le château de Valady appartenait au XIVe siècle à Pons de Cardaillac, vicomte de Murat. Il passa ensuite par mariage dans la famille de Lévis, des seigneurs de Caylus, puis dans celle des Izarn de Freyssinet.

## Politique et administration

### Découpage territorial
La commune de Valady est membre de la communauté de communes Conques-Marcillac, un établissement public de coopération intercommunale (EPCI) à fiscalité propre créé le 27 décembre 1996 dont le siège est à Marcillac-Vallon. Ce dernier est par ailleurs membre d'autres groupements intercommunaux.
Sur le plan administratif, elle est rattachée à l'arrondissement de Rodez, au département de l'Aveyron et à la région Occitanie. Sur le plan électoral, elle dépend du  canton du Vallon pour l'élection des conseillers départementaux, depuis le redécoupage cantonal de 2014 entré en vigueur en 2015, et de la première circonscription de l'Aveyron  pour les élections législatives, depuis le dernier découpage électoral de 2010.

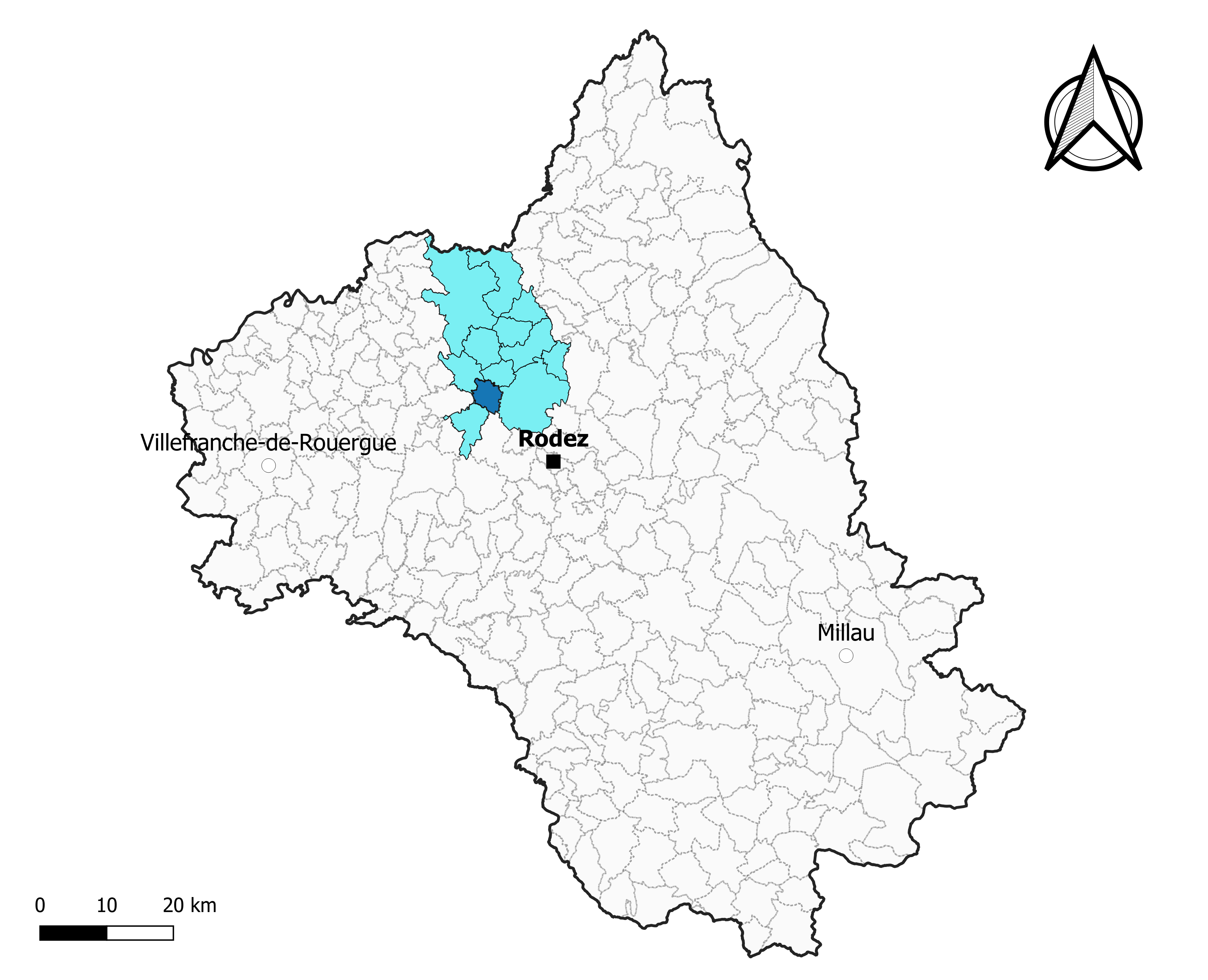
Valady dans l'intercommunalité en 2020.
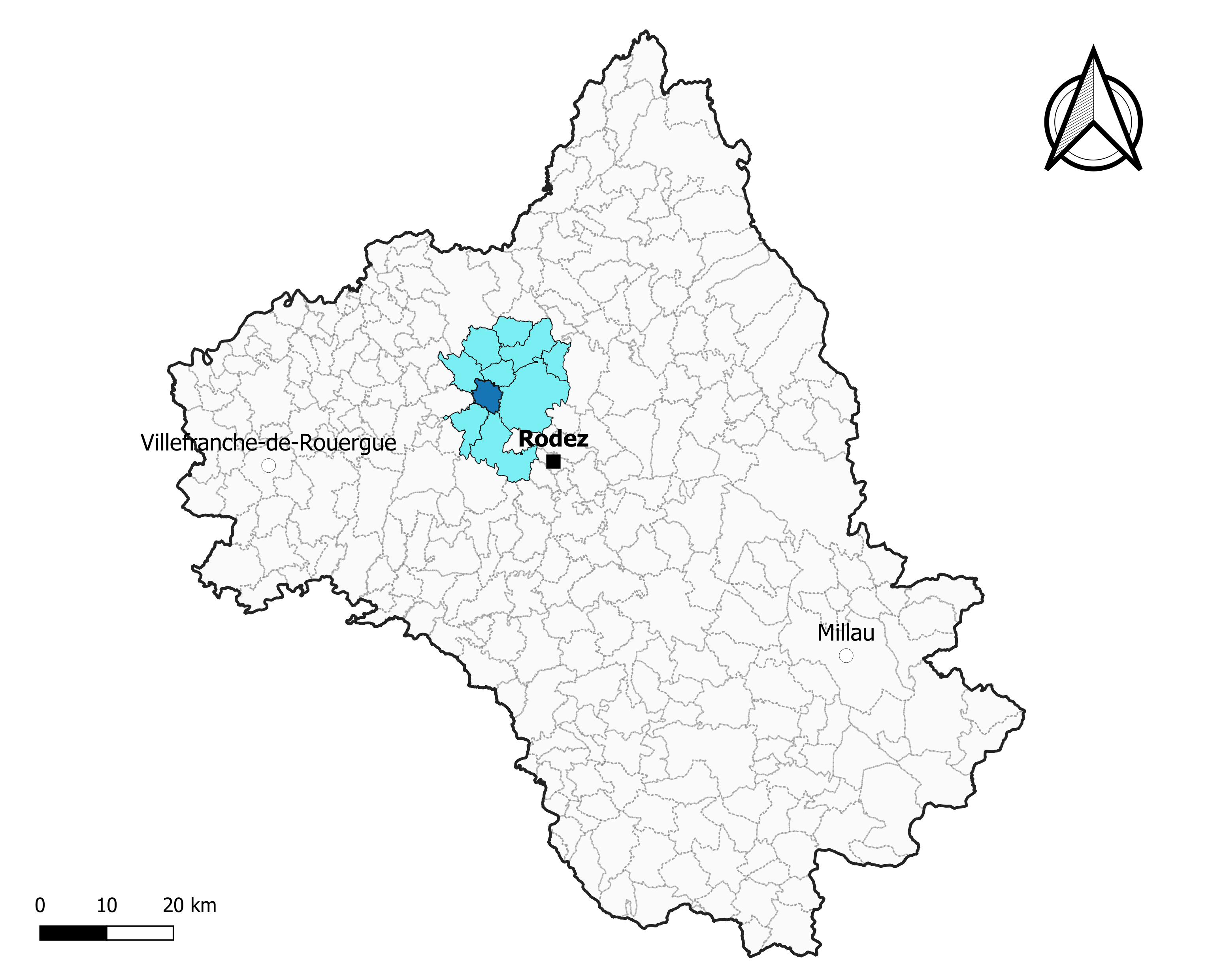
Valady dans le canton du Vallon en 2020.
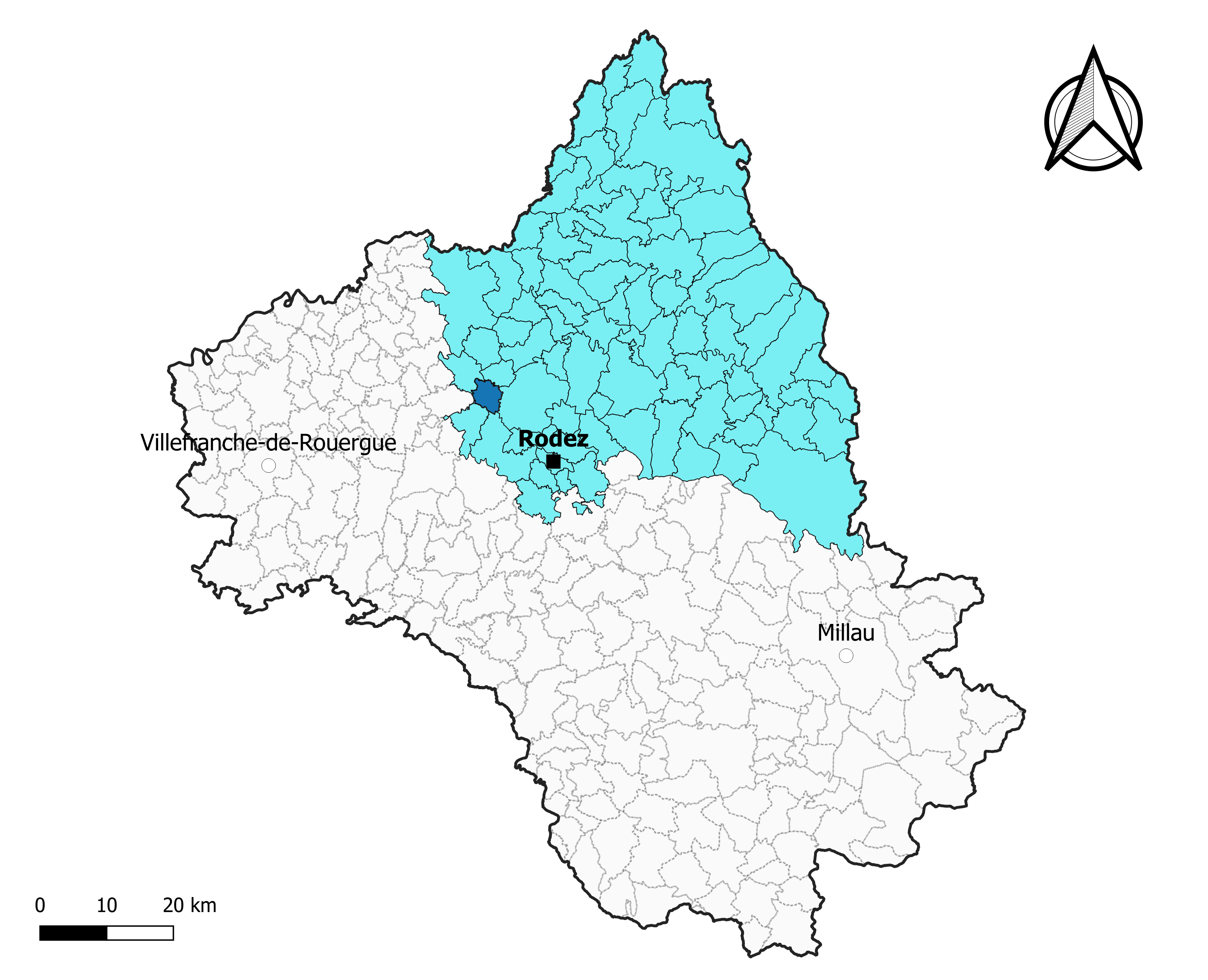
Valady dans l'arrondissement de Rodez en 2020.

### Élections municipales et communautaires

#### Élections de 2020
Le conseil municipal de Valady, commune de plus de 1 000 habitants, est élu au scrutin proportionnel de liste à deux tours (sans aucune modification possible de la liste), pour un mandat de six ans renouvelable. Compte tenu de la population communale, le nombre de sièges à pourvoir lors des élections municipales de 2020 est de 19. Les dix-neuf conseillers municipaux sont élus au premier tour avec un taux de participation de 37,79 %, issus de la seule liste candidate, conduite par Jacques Sucret. Jacques Sucret, maire sortant, est réélu pour un nouveau mandat le 23 mai 2020.
Les quatre sièges attribués à la commune au sein du conseil communautaire de la communauté de communes Conques-Marcillac sont alloués à la liste de Jacques Sucret.
Jacques Sucret donne sa démission, pour raison de santé, au cours de son cinquième mandat. Joël Gradels est élu maire lors de la séance du conseil municipal du 18 juin 2022.

#### Liste des maires
| Période                                  | Période               | Identité        | Étiquette | Qualité             |
| ---------------------------------------- | --------------------- | --------------- | --------- | ------------------- |
| 13 octobre 1997                          | juin 2022 (démission) | Jacques Sucret, |           | Profession libérale |
| 18 juin 2022                             | En cours              | Joël Gradels    |           |                     |
| Les données manquantes sont à compléter. |                       |                 |           |                     |

## Démographie
L'évolution du nombre d'habitants est connue à travers les recensements de la population effectués dans la commune depuis 1793. Pour les communes de moins de 10 000 habitants, une enquête de recensement portant sur toute la population est réalisée tous les cinq ans, les populations de référence des années intermédiaires étant quant à elles estimées par interpolation ou extrapolation. Pour la commune, le premier recensement exhaustif entrant dans le cadre du nouveau dispositif a été réalisé en 2004.

En 2022, la commune comptait 1 617 habitants, en évolution de +7,16 % par rapport à 2016 (Aveyron : +0,37 %, France hors Mayotte : +2,11 %).
| 1793 | 1800 | 1806  | 1821  | 1831  | 1836  | 1841  | 1846  | 1851  |
| ---- | ---- | ----- | ----- | ----- | ----- | ----- | ----- | ----- |
| 492  | 436  | 1 091 | 1 167 | 1 225 | 1 236 | 1 221 | 1 330 | 1 260 |

| 1856  | 1861  | 1866  | 1872  | 1876  | 1881  | 1886  | 1891  | 1896  |
| ----- | ----- | ----- | ----- | ----- | ----- | ----- | ----- | ----- |
| 1 292 | 1 277 | 1 337 | 1 251 | 1 301 | 1 351 | 1 334 | 1 293 | 1 238 |

| 1901  | 1906  | 1911  | 1921 | 1926 | 1931 | 1936 | 1946 | 1954 |
| ----- | ----- | ----- | ---- | ---- | ---- | ---- | ---- | ---- |
| 1 026 | 1 047 | 1 010 | 881  | 850  | 806  | 802  | 803  | 734  |

| 1962 | 1968 | 1975 | 1982 | 1990  | 1999  | 2004  | 2006  | 2009  |
| ---- | ---- | ---- | ---- | ----- | ----- | ----- | ----- | ----- |
| 780  | 708  | 765  | 927  | 1 014 | 1 133 | 1 321 | 1 380 | 1 512 |

| 2014  | 2019  | 2022  | - | - | - | - | - | - |
| ----- | ----- | ----- | - | - | - | - | - | - |
| 1 513 | 1 593 | 1 617 | - | - | - | - | - | - |

## Économie

### Revenus
En 2018  (données Insee publiées en septembre 2021), la commune compte 619 ménages fiscaux, regroupant 1 503 personnes. La médiane du revenu disponible par unité de consommation est de 23 450 € (20 640 € dans le département).

### Emploi
| Division       | 2008  | 2013  | 2018  |
| -------------- | ----- | ----- | ----- |
| Commune        | 4,8 % | 4,5 % | 5 %   |
| Département    | 5,4 % | 7,1 % | 7,1 % |
| France entière | 8,3 % | 10 %  | 10 %  |

En 2018, la population âgée de 15 à 64 ans s'élève à 980 personnes, parmi lesquelles on compte 79,5 % d'actifs (74,4 % ayant un emploi et 5 % de chômeurs) et 20,5 % d'inactifs,. Depuis 2008, le taux de chômage communal (au sens du recensement) des 15-64 ans est inférieur à celui de la France et du département.
La commune fait partie de la couronne de l'aire d'attraction de Rodez, du fait qu'au moins 15 % des actifs travaillent dans le pôle,. Elle compte 150 emplois en 2018, contre 138 en 2013 et 168 en 2008. Le nombre d'actifs ayant un emploi résidant dans la commune est de 742, soit un indicateur de concentration d'emploi de 20,2 % et un taux d'activité parmi les 15 ans ou plus de 62,8 %.
Sur ces 742 actifs de 15 ans ou plus ayant un emploi, 93 travaillent dans la commune, soit 13 % des habitants. Pour se rendre au travail, 92,9 % des habitants utilisent un véhicule personnel ou de fonction à quatre roues, 0,3 % les transports en commun, 3,1 % s'y rendent en deux-roues, à vélo ou à pied et 3,8 % n'ont pas besoin de transport (travail au domicile).

### Activités hors agriculture

#### Secteurs d'activités
85 établissements sont implantés  à Valady au 31 décembre 2019. Le tableau ci-dessous en détaille le nombre par secteur d'activité et compare les ratios avec ceux du département,.
| Secteur d'activité                                                                                        | Commune | Commune | Département |
| Secteur d'activité                                                                                        | Nombre  | %       | %           |
| --- | ------- | ------- | ----------- |
| Ensemble                                                                                                  | 85      | 100 %   | (100 %)     |
| Industrie manufacturière, industries extractives et autres                                                | 14      | 16,5 %  | (17,7 %)    |
| Construction                                                                                              | 17      | 20 %    | (13 %)      |
| Commerce de gros et de détail, transports, hébergement et restauration                                    | 19      | 22,4 %  | (27,5 %)    |
| Information et communication                                                                              | 1       | 1,2 %   | (1,5 %)     |
| Activités financières et d'assurance                                                                      | 3       | 3,5 %   | (3,4 %)     |
| Activités immobilières                                                                                    | 5       | 5,9 %   | (4,2 %)     |
| Activités spécialisées, scientifiques et techniques et activités de services administratifs et de soutien | 9       | 10,6 %  | (12,4 %)    |
| Administration publique, enseignement, santé humaine et action sociale                                    | 7       | 8,2 %   | (12,7 %)    |
| Autres activités de services                                                                              | 10      | 11,8 %  | (7,8 %)     |

Le secteur du commerce de gros et de détail, des transports, de l'hébergement et de la restauration est prépondérant sur la commune puisqu'il représente 22,4 % du nombre total d'établissements de la commune (19 sur les 85 entreprises implantées  à Valady), contre 27,5 % au niveau départemental.

#### Entreprises
L' entreprise ayant son siège social sur le territoire communal qui génère le plus de chiffre d'affaires en 2020 est : 
- Solehl, production d'électricité (40 k€)

Contrairement à une rumeur persistante, Valady n'est pas la deuxième ville la plus riche de France, comme le démontrent les données de l'Insee concernant le revenu net déclaré moyen par foyer fiscal en 2009, qui s'élève à 26 578 euros.

### Agriculture
La commune est dans le Rougier de Marcillac, une petite région agricole située dans le nord-ouest du département de l'Aveyronet correspondant au haut bassin du Dourdou de Conques. En 2020, l'orientation technico-économique de l'agriculture  sur la commune est la polyculture et/ou le polyélevage.
|               | 1988 | 2000 | 2010 | 2020 |
| ------------- | ---- | ---- | ---- | ---- |
| Exploitations | 40   | 28   | 35   | 20   |
| SAU (ha)      | 846  | 839  | 919  | 860  |

Le nombre d'exploitations agricoles en activité et ayant leur siège dans la commune est passé de 40 lors du recensement agricole de 1988  à 28 en 2000 puis à 35 en 2010 et enfin à 20 en 2020, soit une baisse de 50 % en 32 ans. Le même mouvement est observé à l'échelle du département qui a perdu pendant cette période 51 % de ses exploitations,. La surface agricole utilisée sur la commune a quant à elle augmenté, passant de 846 ha en 1988 à 860 ha en 2020. Parallèlement la surface agricole utilisée moyenne par exploitation a augmenté, passant de 21 à 43 ha.

## Culture locale et patrimoine

### Lieux et monuments
- Le château de Valady XIVe siècle, propriété communale.

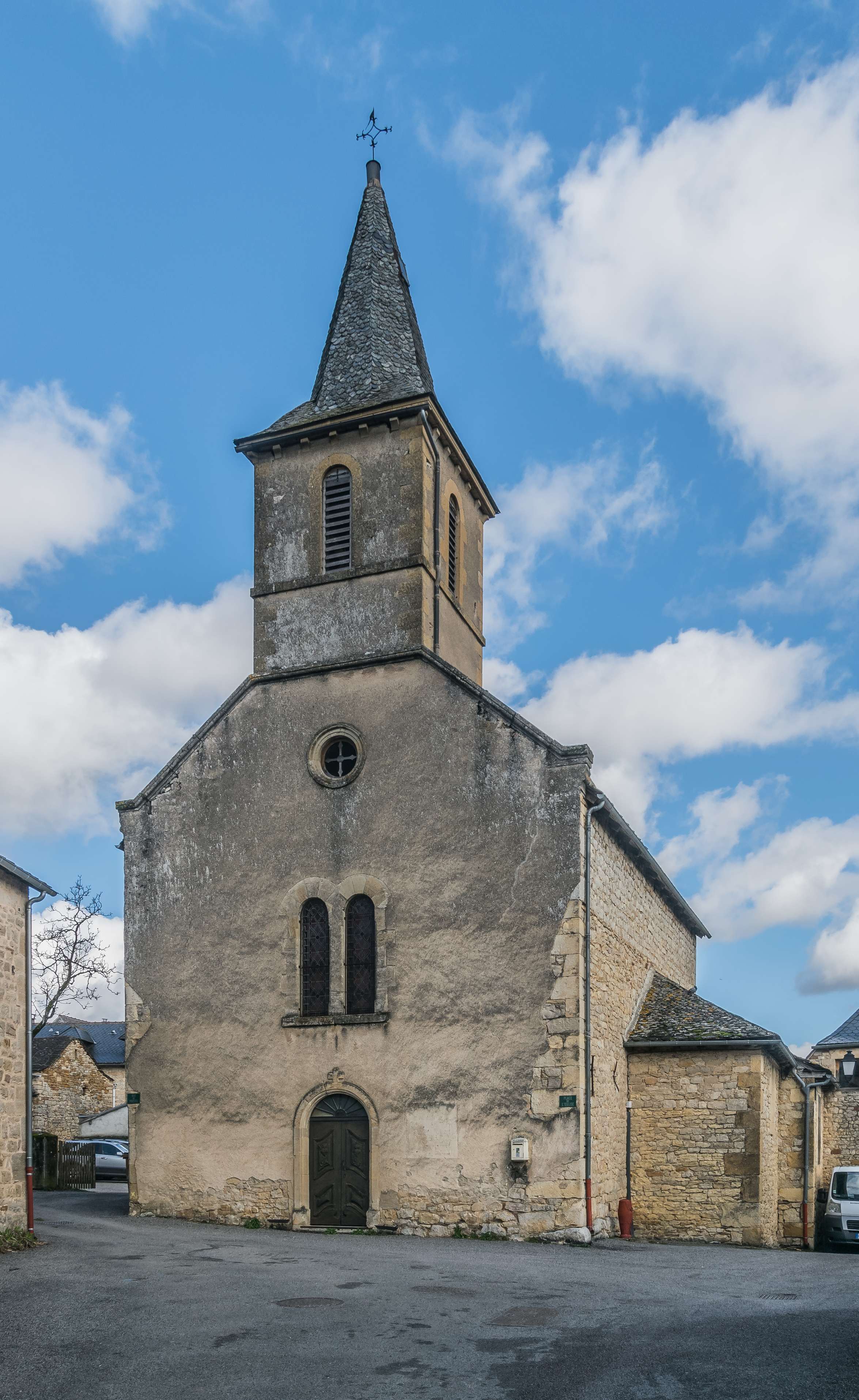
Église de Fijaguet

- L'église Saint-Pierre-ès-Liens de Valady.
- L' église de Fijaguet, ancien prieuré du XIIIe siècle.
- Le prieuré de Nuces, actuellement gite touristique.
- Le hameau de Gradels, et son lavoir au lieu-dit Lafon, maison de naissance de l'évèque de Mende (1841).

### Personnalités liées à la commune
- Famille d'Yzarn de Freissinet de Valady.
- Jean-Antoine-Marie Foulquier (1798-1882), évêque de Mende, né à Lafon en 1798, près de Gradels.

### Héraldique
| Blason de Nuces | De gueules au lion d’or. |